# Peltandra virginica
Peltandra virginica là một loài thực vật thuộc họ Araceae, phân bố rộng rãi ở vùng đất ngập nước miền đông Hoa Kỳ, cũng như Quebec, Ontario, và Cuba. Nó phổ biến ở Florida, bao gồm cả vùng Everglades và dọc Duyên hải Vịnh. Thân rễ của nó có thể chịu được mức oxy thấp trong đất ngập nước. Loài này cũng hiện diễn ở những nơi khác tại Bắc Mỹ do du nhập hay xâm lấn.